# Raw Air 2017
Die 1. Raw Air 2017 war eine Reihe von Skisprungwettkämpfen, die als Teil des Skisprung-Weltcups 2016/17 zwischen dem 10. und 19. März 2017 stattfand. Die Wettkämpfe wurden alle in Norwegen auf vier verschiedenen Schanzen ausgetragen. Dies waren in chronologischer Reihenfolge die Großschanzen in Oslo, Lillehammer und Trondheim sowie die Skiflugschanze in Vikersund.
Aufgrund des abgebrochenen Einzelwettbewerbs in Lillehammer, der nicht nachgeholt wurde, zählten nur 14 Sprünge anstatt der geplanten 16 in die Gesamtwertung. Diese gewann der Österreicher Stefan Kraft mit 2298,1 Punkten vor dem Polen Kamil Stoch (2272,6) und dem Deutschen Andreas Wellinger (2251,3).

## Teilnehmer
Es nahmen 84 Athleten aus 17 Nationen an der Raw Air 2017 teil:
| Nation             | Anzahl | Athleten |
| ------------------ | ------ | --- |
| Norwegen           | 13     | Joakim Aune, Fredrik Bjerkeengen, Joacim Ødegård Bjøreng, Anders Fannemel, Johann André Forfang, Halvor Egner Granerud, Richard Haukedal, Tom Hilde, Robert Johansson, Marius Lindvik, Sigurd Nymoen Søberg, Andreas Stjernen, Daniel-André Tande |
| Deutschland        | 06     | Markus Eisenbichler, Richard Freitag, Karl Geiger, Stephan Leyhe, Andreas Wank, Andreas Wellinger |
| Estland            | 01     | Kaarel Nurmsalu |
| Finnland           | 05     | Antti Aalto, Janne Ahonen, Ville Larinto, Jarkko Määttä, Eetu Nousiainen |
| Frankreich         | 01     | Vincent Descombes Sevoie |
| Italien            | 04     | Davide Bresadola, Sebastian Colloredo, Roberto Dellasega, Alex Insam |
| Japan              | 06     | Daiki Itō, Noriaki Kasai, Junshirō Kobayashi, Ryōyū Kobayashi, Kento Sakuyama, Taku Takeuchi |
| Kanada             | 01     | MacKenzie Boyd-Clowes |
| Kasachstan         | 05     | Nikolai Karpenko, Sabyrschan Muminow, Konstantin Sokolenko, Sergei Tkatschenko, Marat Schaparow |
| Österreich         | 07     | Manuel Fettner, Michael Hayböck, Stefan Huber, Andreas Kofler, Stefan Kraft, Markus Schiffner, Gregor Schlierenzauer |
| Polen              | 07     | Stefan Hula, Maciej Kot, Dawid Kubacki, Klemens Murańka, Kamil Stoch, Jan Ziobro, Piotr Żyła |
| Russland           | 04     | Alexander Baschenow, Jewgeni Klimow, Michail Nasarow, Alexei Romaschow |
| Schweiz            | 05     | Simon Ammann, Gregor Deschwanden, Gabriel Karlen, Killian Peier, Andreas Schuler |
| Slowenien          | 08     | Tilen Bartol, Jernej Damjan, Nejc Dežman, Anže Lanišek, Domen Prevc, Peter Prevc, Anže Semenič, Jurij Tepeš |
| Tschechien         | 06     | Jakub Janda, Roman Koudelka, Jan Matura, Viktor Polášek, Vojtěch Štursa, Tomáš Vančura |
| Türkei             | 01     | Fatih Arda İpcioğlu |
| Vereinigte Staaten | 04     | Kevin Bickner, Michael Glasder, Casey Larson, William Rhoads |

## Übersicht
Sowohl die Qualifikationssprünge als auch die Teamwettbewerbe sind Teil der Gesamtwertung.
| Datum         | Ort           | Schanze                | Anmerkung                    | Sieger                                                                            | Zweiter                                                                        | Dritter                                                                     | Führender         |
| ------------- | ------------- | ---------------------- | ---------------------------- | --------------------------------------------------------------------------------- | ------------------------------------------------------------------------------ | --------------------------------------------------------------------------- | ----------------- |
| 10.03.2017    | Oslo          | Holmenkollbakken HS134 | Prolog                       | Andreas Wellinger                                                                 | Peter Prevc                                                                    | Richard Freitag                                                             | Andreas Wellinger |
| 11.03.2017    | Oslo          | Holmenkollbakken HS134 | Team                         | ÖsterreichMichael Hayböck Manuel Fettner Markus Schiffner Stefan Kraft            | DeutschlandMarkus Eisenbichler Stephan Leyhe Richard Freitag Andreas Wellinger | PolenPiotr Żyła Kamil Stoch Dawid Kubacki Maciej Kot                        | Stefan Kraft      |
| 12.03.2017    | Oslo          | Holmenkollbakken HS134 | Einzel                       | Stefan Kraft                                                                      | Andreas Wellinger                                                              | Markus Eisenbichler                                                         | Stefan Kraft      |
| 13.03.2017    | Lillehammer   | Lysgårdsbakken HS138   | Prolog                       | Markus Eisenbichler                                                               | Richard Freitag                                                                | Stefan Kraft                                                                | Stefan Kraft      |
| 14.03.2017    | Lillehammer   | Lysgårdsbakken HS138   | Einzel                       | wegen starken Windes abgebrochen                                                  | wegen starken Windes abgebrochen                                               | wegen starken Windes abgebrochen                                            | Stefan Kraft      |
| 15.03.2017    | Trondheim     | Granåsen HS140         | Prolog                       | Kamil Stoch                                                                       | Andreas Stjernen                                                               | Andreas Wellinger                                                           | Andreas Wellinger |
| 16.03.2017    | Trondheim     | Granåsen HS140         | Einzel                       | Stefan Kraft                                                                      | Andreas Stjernen                                                               | Andreas Wellinger                                                           | Stefan Kraft      |
| 17.03.2017    | Vikersund     | Vikersundbakken HS225  | Skifliegen Einzel (Ersatz) 1 | wegen starken Windes abgesagt                                                     | wegen starken Windes abgesagt                                                  | wegen starken Windes abgesagt                                               | Stefan Kraft      |
| 17.03.2017    | Vikersund     | Vikersundbakken HS225  | Skifliegen Prolog 2          | Kamil Stoch                                                                       | Andreas Wellinger                                                              | Domen Prevc                                                                 | Andreas Wellinger |
| 18.03.2017    | Vikersund     | Vikersundbakken HS225  | Skifliegen Team              | NorwegenDaniel-André Tande Robert Johansson Johann André Forfang Andreas Stjernen | PolenPiotr Żyła Dawid Kubacki Maciej Kot Kamil Stoch                           | ÖsterreichMichael Hayböck Manuel Fettner Gregor Schlierenzauer Stefan Kraft | Andreas Wellinger |
| 19.03.2017    | Vikersund     | Vikersundbakken HS225  | Skifliegen Einzel            | Kamil Stoch                                                                       | Noriaki Kasai                                                                  | Michael Hayböck                                                             | Stefan Kraft      |
| Gesamtwertung | Gesamtwertung | Gesamtwertung          | Gesamtwertung                | Stefan Kraft                                                                      | Kamil Stoch                                                                    | Andreas Wellinger                                                           |                   |

## Wettkämpfe

### Oslo
Holmenkollbakken, HS134

#### Prolog
Der Prolog zum Einzelwettbewerb in Oslo fand am 10. März 2017 statt. Dabei kam es zur Disqualifikation von insgesamt acht Springern wegen nicht regelkonformer Anzüge, darunter Anders Fannemel, Anže Lanišek und Klemens Murańka.
| Rang | Name                  | Weite   | Punkte |
| ---- | --------------------- | ------- | ------ |
| 01.  | Andreas Wellinger     | 132,5 m | 140,5  |
| 02.  | Peter Prevc           | 130,5 m | 135,9  |
| 03.  | Richard Freitag       | 128,0 m | 131,8  |
| 04.  | Markus Eisenbichler   | 128,0 m | 130,0  |
| 05.  | Stefan Kraft          | 126,5 m | 129,8  |
| 06.  | Maciej Kot            | 129,0 m | 129,5  |
| 07.  | Piotr Żyła            | 128,0 m | 128,9  |
| 08.  | Manuel Fettner        | 126,5 m | 127,9  |
| 08.  | Dawid Kubacki         | 125,5 m | 127,9  |
| 10.  | Andreas Stjernen      | 126,0 m | 127,7  |
|      |                       |         |        |
| 13.  | Michael Hayböck       | 123,0 m | 122,5  |
| 15.  | Stephan Leyhe         | 123,5 m | 121,5  |
| 20.  | Markus Schiffner      | 124,0 m | 119,6  |
| 21.  | Gregor Schlierenzauer | 124,0 m | 119,1  |
| 25.  | Andreas Kofler        | 120,5 m | 116,6  |
| 26.  | Simon Ammann          | 123,5 m | 116,0  |
| 32.  | Andreas Wank          | 121,0 m | 112,3  |
| 35.  | Gregor Deschwanden    | 120,0 m | 110,2  |
| 38.  | Karl Geiger           | 116,5 m | 109,0  |
| 48.  | Killian Peier         | 116,0 m | 103,1  |
|      |                       |         |        |
| 57.  | Andreas Schuler       | 111,0 m | 090,6  |

#### Team
Der Teamwettbewerb in Oslo fand am 11. März 2017 statt.
| Rang | Team                                                                                 | Punkte |
| ---- | ------------------------------------------------------------------------------------ | ------ |
| 01.  | ÖsterreichMichael Hayböck Manuel Fettner Markus Schiffner Stefan Kraft               | 999,7  |
| 02.  | DeutschlandMarkus Eisenbichler Stephan Leyhe Richard Freitag Andreas Wellinger       | 987,2  |
| 03.  | PolenPiotr Żyła Kamil Stoch Dawid Kubacki Maciej Kot                                 | 986,7  |
| 04.  | NorwegenAndreas Stjernen Robert Johansson Daniel-André Tande Johann André Forfang    | 983,1  |
| 05.  | JapanRyōyū Kobayashi Taku Takeuchi Noriaki Kasai Daiki Itō                           | 889,8  |
| 06.  | SlowenienNejc Dežman Tilen Bartol Jernej Damjan Peter Prevc                          | 868,7  |
| 07.  | TschechienViktor Polášek Vojtěch Štursa Jakub Janda Roman Koudelka                   | 843,7  |
| 08.  | SchweizGregor Deschwanden Andreas Schuler Killian Peier Simon Ammann                 | 802,3  |
|      |                                                                                      |        |
| 09.  | FinnlandJarkko Määttä Ville Larinto Antti Aalto Janne Ahonen                         | 394,1  |
| 10.  | ItalienAlex Insam Roberto Dellasega Sebastian Colloredo Davide Bresadola             | 380,2  |
| 11.  | Vereinigte StaatenWilliam Rhoads Casey Larson Michael Glasder Kevin Bickner          | 363,0  |
| 12.  | KasachstanSergei Tkatschenko Marat Schaparow Sabyrschan Muminow Konstantin Sokolenko | 278,1  |

#### Einzel
Der Einzelwettbewerb in Oslo fand am 12. März 2017 statt. Da sich nach dem ersten Durchgang zwei Springer punktgleich auf dem 30. Platz befanden, nahmen 31 Springer am Finale teil.
| Rang | Name                     | Weite 1 | Weite 2 | Punkte |
| ---- | ------------------------ | ------- | ------- | ------ |
| 01.  | Stefan Kraft             | 130,0 m | 132,0 m | 267,5  |
| 02.  | Andreas Wellinger        | 133,5 m | 127,0 m | 258,6  |
| 03.  | Markus Eisenbichler      | 125,5 m | 128,5 m | 244,1  |
| 04.  | Daiki Itō                | 127,5 m | 124,5 m | 243,5  |
| 05.  | Andreas Stjernen         | 124,5 m | 126,0 m | 241,7  |
| 06.  | Robert Johansson         | 126,0 m | 128,5 m | 239,5  |
| 07.  | Daniel-André Tande       | 128,5 m | 123,0 m | 236,8  |
| 08.  | Manuel Fettner           | 127,0 m | 123,0 m | 227,7  |
| 09.  | Piotr Żyła               | 124,0 m | 119,5 m | 227,2  |
| 10.  | Johann André Forfang     | 114,5 m | 129,5 m | 224,6  |
| 11.  | Maciej Kot               | 117,0 m | 125,5 m | 222,3  |
| 12.  | Vincent Descombes Sevoie | 120,0 m | 121,0 m | 222,2  |
| 13.  | Noriaki Kasai            | 120,0 m | 123,5 m | 221,4  |
| 14.  | Richard Freitag          | 122,0 m | 122,5 m | 221,1  |
| 15.  | Michael Hayböck          | 122,0 m | 120,0 m | 219,6  |
| 16.  | Peter Prevc              | 121,0 m | 120,0 m | 218,5  |

| Rang | Name                  | Weite 1 | Weite 2 | Punkte |
| ---- | --------------------- | ------- | ------- | ------ |
| 17.  | Simon Ammann          | 121,0 m | 122,0 m | 218,3  |
| 18.  | Stephan Leyhe         | 120,5 m | 121,5 m | 216,6  |
| 19.  | Roman Koudelka        | 117,5 m | 122,0 m | 215,8  |
| 20.  | Gregor Schlierenzauer | 121,0 m | 119,5 m | 214,4  |
| 21.  | Joakim Aune           | 120,5 m | 114,0 m | 212,1  |
| 22.  | Kamil Stoch           | 126,0 m | 114,5 m | 211,2  |
| 23.  | Dawid Kubacki         | 120,5 m | 118,0 m | 211,0  |
| 24.  | Taku Takeuchi         | 122,5 m | 114,0 m | 209,2  |
| 25.  | Karl Geiger           | 114,5 m | 118,5 m | 204,0  |
| 26.  | Jernej Damjan         | 118,5 m | 114,0 m | 202,0  |
| 27.  | Jurij Tepeš           | 120,0 m | 112,0 m | 201,9  |
| 28.  | Anže Semenič          | 117,0 m | 115,5 m | 200,8  |
| 29.  | Jakub Janda           | 118,0 m | 117,0 m | 199,7  |
| 30.  | Sebastian Colloredo   | 116,0 m | 112,5 m | 196,5  |
| 31.  | Tilen Bartol          | 114,5 m | 117,0 m | 191,3  |

### Lillehammer

#### Prolog
Lysgårdsbakken, HS138
Der Prolog zum Einzelwettbewerb in Lillehammer fand am 13. März 2017 statt.
| Rang | Name                  | Weite   | Punkte |
| ---- | --------------------- | ------- | ------ |
| 01.  | Markus Eisenbichler   | 140,5 m | 163,1  |
| 02.  | Richard Freitag       | 134,5 m | 151,9  |
| 03.  | Stefan Kraft          | 130,5 m | 151,8  |
| 04.  | Andreas Wellinger     | 131,0 m | 151,4  |
| 05.  | Robert Johansson      | 137,5 m | 151,3  |
| 06.  | Andreas Stjernen      | 135,5 m | 149,1  |
| 07.  | Anders Fannemel       | 139,0 m | 148,9  |
| 08.  | Roman Koudelka        | 135,5 m | 147,1  |
| 09.  | Johann André Forfang  | 136,5 m | 146,0  |
| 10.  | Piotr Żyła            | 131,5 m | 145,9  |
|      |                       |         |        |
| 18.  | Stephan Leyhe         | 120,5 m | 130,6  |
| 19.  | Gregor Schlierenzauer | 128,0 m | 130,5  |
| 20.  | Michael Hayböck       | 119,5 m | 130,4  |
| 22.  | Andreas Kofler        | 123,0 m | 130,0  |
| 24.  | Simon Ammann          | 131,5 m | 129,1  |
| 26.  | Markus Schiffner      | 137,0 m | 128,0  |
| 29.  | Manuel Fettner        | 119,0 m | 126,4  |
| 35.  | Gregor Deschwanden    | 125,5 m | 121,6  |
| 39.  | Karl Geiger           | 120,0 m | 118,8  |
| 40.  | Killian Peier         | 117,5 m | 118,5  |
| 49.  | Andreas Wank          | 123,0 m | 112,9  |
|      |                       |         |        |
| 65.  | Andreas Schuler       | 094,0 m | 070,9  |

#### Einzel
Der Einzelwettbewerb in Lillehammer sollte am 14. März 2017 stattfinden. Nachdem jedoch bereits der Probedurchgang wegen zu starken Windes abgesagt und der Wettbewerb um 30 Minuten nach hinten verschoben worden waren, wurde auch der erste Durchgang nach 26 Springern abgebrochen. Einen Tag nach der Absage wurde als Ersatz ein weiterer Skiflug-Wettbewerb am 17. März in Vikersund angekündigt, der aus nur einem Wertungsdurchgang bestehen sollte.

### Trondheim
Granåsen, HS140

#### Prolog
Der Prolog zum Einzelwettbewerb in Trondheim fand am 15. März 2017 statt. Aufgrund von schwierigen Windbedingungen wurde zuvor nur ein von zwei geplanten Trainingsdurchgängen durchgeführt, und auch während der Qualifikation kam es immer wieder zu längeren Verzögerungen. Darunter war auch eine Pause von etwa 30 Minuten vor dem Start von Gregor Schlierenzauer, der daraufhin auf seinen Start verzichtete und sich somit nicht qualifizieren konnte. Auch die bereits vorqualifizierten Springer Michael Hayböck, Manuel Fettner und Domen Prevc gingen nicht an den Start. Der bis dahin Führende der Raw-Air-Gesamtwertung, Stefan Kraft, hatte bei seinem Sprung äußerst ungünstige Windbedingungen, wodurch er nur 120,0 Meter und 111,5 Punkte erreichte und seine Führung in der Raw-Air-Gesamtwertung an Andreas Wellinger verlor, der mit 138,0 Metern und 139,5 Punkten hinter Kamil Stoch und Andreas Stjernen auf Platz drei landete.
| Rang | Name                     | Weite   | Punkte |
| ---- | ------------------------ | ------- | ------ |
| 01.  | Kamil Stoch              | 139,0 m | 146,0  |
| 02.  | Andreas Stjernen         | 139,0 m | 144,5  |
| 03.  | Andreas Wellinger        | 138,0 m | 139,5  |
| 04.  | Johann André Forfang     | 140,0 m | 137,4  |
| 05.  | Peter Prevc              | 137,0 m | 135,2  |
| 06.  | Vincent Descombes Sevoie | 139,0 m | 134,3  |
| 07.  | Daiki Itō                | 135,0 m | 132,2  |
| 08.  | Markus Eisenbichler      | 129,5 m | 132,1  |
| 09.  | Simon Ammann             | 135,0 m | 125,9  |
| 10.  | Maciej Kot               | 130,5 m | 124,8  |
| 10.  | Anže Lanišek             | 133,0 m | 124,8  |
|      |                          |         |        |
| 13.  | Richard Freitag          | 128,5 m | 120,3  |
| 25.  | Karl Geiger              | 122,5 m | 112,8  |
| 26.  | Stephan Leyhe            | 122,5 m | 112,1  |
| 27.  | Stefan Kraft             | 120,0 m | 111,5  |
| 31.  | Killian Peier            | 126,5 m | 109,3  |
| 32.  | Markus Schiffner         | 126,0 m | 109,2  |
| 40.  | Andreas Wank             | 125,5 m | 106,5  |
| 46.  | Andreas Kofler           | 118,0 m | 102,8  |
| DNS  | Michael Hayböck          | –       | –      |
| DNS  | Manuel Fettner           | –       | –      |
|      |                          |         |        |
| 53.  | Gregor Deschwanden       | 113,5 m | 097,8  |
| 62.  | Gabriel Karlen           | 111,0 m | 075,6  |
| DNS  | Gregor Schlierenzauer    | –       | –      |

#### Einzel
Der Einzelwettbewerb in Trondheim fand am 16. März 2017 statt.
| Rang | Name                 | Weite 1 | Weite 2 | Punkte |
| ---- | -------------------- | ------- | ------- | ------ |
| 01.  | Stefan Kraft         | 138,0 m | 142,5 m | 302,0  |
| 02.  | Andreas Stjernen     | 138,5 m | 138,0 m | 294,3  |
| 03.  | Andreas Wellinger    | 133,0 m | 141,5 m | 289,6  |
| 04.  | Markus Eisenbichler  | 141,0 m | 140,0 m | 288,7  |
| 05.  | Kamil Stoch          | 139,5 m | 137,0 m | 285,1  |
| 06.  | Johann André Forfang | 135,5 m | 136,0 m | 281,0  |
| 07.  | Peter Prevc          | 133,0 m | 134,5 m | 270,2  |
| 08.  | Richard Freitag      | 133,0 m | 135,0 m | 268,4  |
| 09.  | Roman Koudelka       | 130,0 m | 132,5 m | 264,4  |
| 10.  | Daniel-André Tande   | 127,0 m | 132,0 m | 261,3  |
| 11.  | Manuel Fettner       | 128,0 m | 134,0 m | 260,4  |
| 12.  | Jewgeni Klimow       | 130,0 m | 128,0 m | 259,0  |
| 13.  | Maciej Kot           | 126,0 m | 129,5 m | 255,7  |
| 14.  | Anders Fannemel      | 128,0 m | 129,0 m | 254,8  |
| 15.  | Noriaki Kasai        | 130,0 m | 128,0 m | 254,6  |

| Rang | Name                     | Weite 1 | Weite 2 | Punkte |
| ---- | ------------------------ | ------- | ------- | ------ |
| 16.  | Simon Ammann             | 133,5 m | 127,0 m | 251,6  |
| 17.  | Daiki Itō                | 132,0 m | 128,5 m | 251,5  |
| 18.  | Joakim Aune              | 126,0 m | 130,0 m | 250,2  |
| 19.  | Jernej Damjan            | 128,0 m | 125,0 m | 249,3  |
| 20.  | Vincent Descombes Sevoie | 129,5 m | 127,5 m | 248,3  |
| 21.  | Davide Bresadola         | 124,0 m | 128,5 m | 247,0  |
| 22.  | Halvor Egner Granerud    | 133,0 m | 125,0 m | 246,7  |
| 23.  | Piotr Żyła               | 128,5 m | 125,5 m | 244,5  |
| 24.  | Domen Prevc              | 128,0 m | 126,0 m | 243,9  |
| 25.  | Andreas Wank             | 127,0 m | 124,5 m | 241,3  |
| 26.  | Michael Hayböck          | 124,0 m | 124,5 m | 240,2  |
| 27.  | Viktor Polášek           | 128,0 m | 123,5 m | 239,8  |
| 28.  | Stephan Leyhe            | 126,5 m | 121,5 m | 234,3  |
| 29.  | Robert Johansson         | 126,5 m | 121,5 m | 233,8  |
| 30.  | Andreas Kofler           | 124,0 m | 123,5 m | 232,1  |

### Vikersund
Vikersundbakken, HS225

#### Einzel I
Als Ersatz für den abgebrochenen Einzelwettbewerb von Lillehammer sollte am 17. März 2017 ein zusätzlicher Skiflug-Wettbewerb in Vikersund stattfinden, der ohne Qualifikation und nur aus einem Wertungsdurchgang bestehen sollte. Aufgrund zu starken Windes wurde der Wettbewerb erneut abgesagt.

#### Prolog
Der Prolog zum Einzelwettbewerb in Vikersund war für den 17. März 2017 geplant. Er wurde allerdings auf den 18. März 2017 verschoben, da am Vortag der nachgeholte Einzelwettbewerb für das abgesagte Springen von Lillehammer stattfinden sollte. Nachdem dieser Nachholwettbewerb abgesagt worden war, fand der Prolog wie geplant bereits am 17. März statt.
| Rang | Name                  | Weite   | Punkte |
| ---- | --------------------- | ------- | ------ |
| 01.  | Kamil Stoch           | 226,5 m | 216,9  |
| 02.  | Andreas Wellinger     | 213,0 m | 214,1  |
| 03.  | Domen Prevc           | 220,5 m | 207,6  |
| 04.  | Michael Hayböck       | 213,5 m | 202,9  |
| 05.  | Markus Eisenbichler   | 213,5 m | 200,6  |
| 06.  | Noriaki Kasai         | 214,5 m | 200,2  |
| 07.  | Maciej Kot            | 206,5 m | 196,8  |
| 08.  | Jurij Tepeš           | 205,5 m | 191,7  |
| 09.  | Peter Prevc           | 206,5 m | 186,7  |
| 10.  | Stefan Kraft          | 197,0 m | 184,8  |
|      |                       |         |        |
| 19.  | Manuel Fettner        | 192,5 m | 170,6  |
| 27.  | Simon Ammann          | 188,0 m | 166,0  |
| 28.  | Karl Geiger           | 189,5 m | 163,3  |
| 30.  | Gregor Schlierenzauer | 199,5 m | 161,3  |
| 31.  | Markus Schiffner      | 189,0 m | 160,1  |
| 32.  | Gabriel Karlen        | 192,0 m | 158,7  |
| 33.  | Andreas Wank          | 188,5 m | 157,1  |
| 35.  | Stefan Huber          | 186,5 m | 151,4  |
| 36.  | Richard Freitag       | 174,0 m | 150,9  |
| 40.  | Gregor Deschwanden    | 176,0 m | 147,1  |
| 43.  | Stephan Leyhe         | 179,5 m | 144,2  |
|      |                       |         |        |
| 57.  | Killian Peier         | 155,0 m | 117,8  |

#### Team
Der Teamwettbewerb in Vikersund fand am 18. März 2017 statt. Aufgrund starken Windes wurde der erste Durchgang nach zehn Springern und einigen Pausen annulliert und nach einer weiteren längeren Pause neu gestartet. Nach diesem Neustart wurde während des ersten Durchgangs zweimal ein neuer Skiflugweltrekord aufgestellt. Zunächst sprang der Norweger Robert Johansson in der zweiten Gruppe auf 252,0 Meter. In der vierten Gruppe sprang der Österreicher Stefan Kraft dann auf 253,5 Meter.
| Rang | Team                                                                              | Punkte |
| ---- | --------------------------------------------------------------------------------- | ------ |
| 01.  | NorwegenDaniel-André Tande Robert Johansson Johann André Forfang Andreas Stjernen | 1572,6 |
| 02.  | PolenPiotr Żyła Dawid Kubacki Maciej Kot Kamil Stoch                              | 1538,6 |
| 03.  | ÖsterreichMichael Hayböck Manuel Fettner Gregor Schlierenzauer Stefan Kraft       | 1465,4 |
| 04.  | SlowenienAnže Lanišek Jurij Tepeš Peter Prevc Domen Prevc                         | 1424,0 |
| 05.  | DeutschlandKarl Geiger Richard Freitag Markus Eisenbichler Andreas Wellinger      | 1305,2 |
| 06.  | JapanRyōyū Kobayashi Taku Takeuchi Daiki Itō Noriaki Kasai                        | 1241,2 |
| 07.  | TschechienTomáš Vančura Jan Matura Viktor Polášek Roman Koudelka                  | 1128,4 |
| 08.  | SchweizGregor Deschwanden Gabriel Karlen Killian Peier Simon Ammann               | 1041,9 |
|      |                                                                                   |        |
| 09.  | Vereinigte StaatenWilliam Rhoads Casey Larson Michael Glasder Kevin Bickner       | 0506,8 |
| 10.  | FinnlandVille Larinto Antti Aalto Eetu Nousiainen Jarkko Määttä                   | 0505,8 |
| 11.  | RusslandAlexander Baschenow Alexei Romaschow Michail Nasarow Jewgeni Klimow       | 0467,0 |
| 12.  | ItalienDavide Bresadola Roberto Dellasega Sebastian Colloredo Alex Insam          | 0274,7 |

#### Einzel II
Der Einzelwettbewerb in Vikersund fand am 19. März 2017 statt.
| Rang | Name                 | Weite 1 | Weite 2 | Punkte |
| ---- | -------------------- | ------- | ------- | ------ |
| 01.  | Kamil Stoch          | 238,5 m | 237,0 m | 466,6  |
| 02.  | Noriaki Kasai        | 239,5 m | 241,5 m | 448,0  |
| 03.  | Michael Hayböck      | 241,5 m | 222,5 m | 430,4  |
| 04.  | Johann André Forfang | 242,5 m | 245,5 m | 428,7  |
| 05.  | Stefan Kraft         | 237,5 m | 215,0 m | 424,8  |
| 06.  | Peter Prevc          | 235,5 m | 232,5 m | 423,1  |
| 07.  | Jurij Tepeš          | 229,5 m | 242,0 m | 421,8  |
| 08.  | Domen Prevc          | 236,5 m | 243,5 m | 409,7  |
| 09.  | Andreas Stjernen     | 227,0 m | 225,0 m | 404,4  |
| 10.  | Robert Johansson     | 234,0 m | 215,0 m | 403,0  |
| 11.  | Karl Geiger          | 227,0 m | 239,0 m | 398,5  |
| 12.  | Daiki Itō            | 243,0 m | 220,5 m | 394,0  |
| 13.  | Anders Fannemel      | 229,0 m | 244,0 m | 392,6  |
| 14.  | Maciej Kot           | 221,5 m | 221,0 m | 387,2  |
| 15.  | Kevin Bickner        | 244,5 m | 234,5 m | 382,1  |

| Rang | Name                  | Weite 1 | Weite 2 | Punkte |
| ---- | --------------------- | ------- | ------- | ------ |
| 16.  | Simon Ammann          | 239,5 m | 230,0 m | 376,9  |
| 17.  | Dawid Kubacki         | 214,0 m | 232,0 m | 372,2  |
| 18.  | Andreas Wellinger     | 242,0 m | 166,0 m | 371,8  |
| 19.  | Anže Semenič          | 216,0 m | 223,5 m | 360,3  |
| 20.  | Roman Koudelka        | 215,5 m | 219,0 m | 354,4  |
| 21.  | Halvor Egner Granerud | 220,0 m | 216,0 m | 343,9  |
| 22.  | Viktor Polášek        | 222,0 m | 213,0 m | 341,5  |
| 23.  | Piotr Żyła            | 195,0 m | 207,0 m | 335,0  |
| 24.  | Anže Lanišek          | 193,5 m | 201,5 m | 315,6  |
| 25.  | Alex Insam            | 217,5 m | 185,5 m | 308,0  |
| 26.  | Manuel Fettner        | 182,5 m | 180,5 m | 302,0  |
| 27.  | Jernej Damjan         | 226,5 m | 135,0 m | 282,2  |
| 28.  | Gregor Schlierenzauer | 196,0 m | 153,0 m | 258,8  |
| 29.  | Stefan Huber          | 208,0 m | 134,5 m | 244,6  |
| 30.  | Richard Freitag       | 198,0 m | 128,0 m | 227,9  |

## Gesamtwertung
| Rang | Name                     | Punkte |
| ---- | ------------------------ | ------ |
| 01.  | Stefan Kraft             | 2298,1 |
| 02.  | Kamil Stoch              | 2272,6 |
| 03.  | Andreas Wellinger        | 2251,3 |
| 04.  | Andreas Stjernen         | 2210,1 |
| 05.  | Peter Prevc              | 2180,4 |
| 06.  | Johann André Forfang     | 2160,4 |
| 07.  | Maciej Kot               | 2102,9 |
| 08.  | Noriaki Kasai            | 2099,0 |
| 09.  | Robert Johansson         | 2090,7 |
| 10.  | Daiki Itō                | 2082,2 |
| 11.  | Simon Ammann             | 1998,8 |
| 12.  | Michael Hayböck          | 1985,2 |
| 13.  | Roman Koudelka           | 1956,6 |
| 14.  | Piotr Żyła               | 1930,3 |
| 15.  | Richard Freitag          | 1857,6 |
| 16.  | Markus Eisenbichler      | 1829,5 |
| 17.  | Manuel Fettner           | 1801,8 |
| 18.  | Dawid Kubacki            | 1771,4 |
| 19.  | Daniel-André Tande       | 1743,9 |
| 20.  | Viktor Polášek           | 1667,3 |
| 21.  | Jurij Tepeš              | 1516,1 |
| 22.  | Jernej Damjan            | 1468,4 |
| 23.  | Karl Geiger              | 1425,5 |
| 24.  | Domen Prevc              | 1370,9 |
| 25.  | Taku Takeuchi            | 1308,5 |
| 26.  | Alex Insam               | 1253,1 |
| 27.  | Stephan Leyhe            | 1202,0 |
| 28.  | Gregor Schlierenzauer    | 1175,7 |
| 29.  | Vincent Descombes Sevoie | 1159,2 |
| 30.  | Anže Lanišek             | 1130,0 |
| 31.  | Kevin Bickner            | 1102,6 |
| 32.  | Markus Schiffner         | 1102,4 |
| 33.  | Jarkko Määttä            | 1082,1 |
| 34.  | Anders Fannemel          | 1079,8 |
| 35.  | Anže Semenič             | 1047,8 |
| 36.  | Killian Peier            | 1042,1 |
| 37.  | Gregor Deschwanden       | 0993,2 |
| 38.  | Joakim Aune              | 0943,0 |
| 39.  | Ryōyū Kobayashi          | 0939,4 |
| 40.  | Jewgeni Klimow           | 0927,8 |
| 41.  | Andreas Wank             | 0908,2 |
| 42.  | Antti Aalto              | 0908,1 |

| Rang | Name                   | Punkte |
| ---- | ---------------------- | ------ |
| 43.  | Davide Bresadola       | 0903,1 |
| 44.  | Sebastian Colloredo    | 0892,7 |
| 45.  | Halvor Egner Granerud  | 0887,7 |
| 46.  | Nejc Dežman            | 0887,0 |
| 47.  | Ville Larinto          | 0766,8 |
| 48.  | Michael Glasder        | 0686,4 |
| 49.  | Vojtěch Štursa         | 0681,8 |
| 50.  | Andreas Kofler         | 0674,6 |
| 51.  | Jakub Janda            | 0661,3 |
| 52.  | Alexei Romaschow       | 0658,2 |
| 53.  | Jan Matura             | 0630,6 |
| 54.  | Junshirō Kobayashi     | 0626,9 |
| 55.  | Casey Larson           | 0620,0 |
| 56.  | MacKenzie Boyd-Clowes  | 0568,0 |
| 57.  | William Rhoads         | 0567,7 |
| 58.  | Jan Ziobro             | 0563,3 |
| 59.  | Gabriel Karlen         | 0538,7 |
| 60.  | Kaarel Nurmsalu        | 0512,0 |
| 61.  | Tomáš Vančura          | 0508,9 |
| 62.  | Tilen Bartol           | 0504,2 |
| 63.  | Joacim Ødegård Bjøreng | 0475,7 |
| 64.  | Klemens Murańka        | 0464,3 |
| 65.  | Alexander Baschenow    | 0450,1 |
| 66.  | Kento Sakuyama         | 0433,6 |
| 67.  | Marat Schaparow        | 0426,6 |
| 68.  | Michail Nasarow        | 0423,9 |
| 69.  | Tom Hilde              | 0423,7 |
| 70.  | Stefan Huber           | 0396,0 |
| 71.  | Eetu Nousiainen        | 0390,3 |
| 72.  | Roberto Dellasega      | 0381,0 |
| 73.  | Andreas Schuler        | 0327,8 |
| 74.  | Janne Ahonen           | 0273,4 |
| 75.  | Sabyrschan Muminow     | 0253,2 |
| 76.  | Konstantin Sokolenko   | 0234,1 |
| 77.  | Sergei Tkatschenko     | 0227,4 |
| 78.  | Stefan Hula            | 0217,5 |
| 79.  | Fredrik Bjerkeengen    | 0204,1 |
| 80.  | Nikolai Karpenko       | 0186,3 |
| 81.  | Fatih Arda İpcioğlu    | 0095,4 |
| 82.  | Richard Haukedal       | 0087,7 |
| 83.  | Sigurd Nymoen Søberg   | 0084,7 |